# Uhati klobuk
Uhati klobuk (Aurelia aurita), naširoko istražena vrsta roda Aurelia. Sve vrste ovoga roda blisko su srodne i teško je identificirati meduze roda Aurelia bez genetičkog uzorkovanja, pa se većina sljedećih tvrdnja odnosi jednako na sve vrste ovoga roda.
Ova je meduza prozirna, obično promjera 25 do 40 cm, može se raspoznati po svojim četirima potkovastim gonadama koje se lako vide kroz vrh zvona. Hrani se tako što svojim pipcima skuplja meduze, plankton i mekušce te ih unosi u svoje tijelo radi probave. Može se samo ograničeno gibati i nošen je strujom čak i kad pliva.

## Galerija
- Aurelia sp. iz Akvarija u Monterejskom zaljevu
- Aurelia sp.
- odrasla Aurelia aurita

## Vanjske poveznice
|  | Zajednički poslužitelj ima još gradiva o temi Aurelia aurita |
|  | Wikivrste imaju podatke o taksonu Aurelia aurita             |